# Кай Юрі
Юрі Кай (яп. 甲斐友梨; нар. 8 травня 1984, Сіґа) — японська борчиня вільного стилю, бронзова призерка чемпіонату світу, дворазова срібна призерка чемпіонатів Азії, володарка Кубку світу.

## Життєпис
Боротьбою почала займатися з 2000 року.
Виступала за борцівський клуб Aishin AW. Тренер — Кадзухіто Сакае.

## Спортивні результати на міжнародних змаганнях

### Виступи на Чемпіонатах світу
| Змагання                        | Збірна | Вагова категорія          | Місце  |
| ------------------------------- | ------ | ------------------------- | ------ |
| Чемпіонат світу з боротьби 2009 | Японія | жіноча боротьба, до 51 кг | Бронза |

### Виступи на Чемпіонатах Азії
| Змагання                       | Збірна | Вагова категорія          | Місце  |
| ------------------------------ | ------ | ------------------------- | ------ |
| Чемпіонат Азії з боротьби 2004 | Японія | жіноча боротьба, до 51 кг | Срібло |
| Чемпіонат Азії з боротьби 2006 | Японія | жіноча боротьба, до 51 кг | Срібло |
| Чемпіонат Азії з боротьби 2008 | Японія | жіноча боротьба, до 51 кг | 5      |

### Виступи на Кубках світу
| Змагання                    | Збірна | Вагова категорія          | Місце  |
| --------------------------- | ------ | ------------------------- | ------ |
| Кубок світу з боротьби 2006 | Японія | жіноча боротьба, до 51 кг | 7      |
| Кубок світу з боротьби 2007 | Японія | жіноча боротьба, до 48 кг | Золото |
| Кубок світу з боротьби 2010 | Японія | жіноча боротьба, до 51 кг | 4      |

### Виступи на інших змаганнях
| Змагання                                       | Збірна | Вагова категорія          | Місце  |
| ---------------------------------------------- | ------ | ------------------------- | ------ |
| Золотий Гран-прі з боротьби 2006               | Японія | жіноча боротьба, до 51 кг | Срібло |
| Austrian Ladies Open 2009                      | Японія | жіноча боротьба, до 51 кг | Золото |
| Золотий Гран-прі з боротьби 2009               | Японія | жіноча боротьба, до 51 кг | Срібло |
| Золотий Гран-прі з боротьби 2010 (Красноярськ) | Японія | жіноча боротьба, до 51 кг | Золото |
| Золотий Гран-прі з боротьби 2010 (Баку)        | Японія | жіноча боротьба, до 51 кг | 7      |